# عين يبرود
عين يبرود هي قرية تقع شمال شرق مدينة البيرة بفلسطين، وتبعد عنها حوالي سبعة كيلو مترات يبلغ عدد سكانها حوالي 7000 نسمة أكثرهم من المغتربين في أمريكا. وتتميز عين يبرود بموقعها الريفي وقربها من مدينة البيرة. ترتفع عن سطح البحر حوالي 800 م، يدير شؤونها مجلس قروي، وتتبع إداريا لمحافظة رام الله والبيرة.

## مساحتها
تبلغ مساحة أراضي القرية الكلية 11488 دونماً، ومساحة المنطقة المبنية فيها 563 دونماً، وتحيط بأراضي القرية أراضي قرى سلواد، والطيبة، ورمون، ودير دبوان، والبيرة، ودورا القرع، ويبرود، ويبلغ عدد سكان القرية 3471 نسمة حسب تقديرات الجهاز المركزي للإحصاء الفلسطيني للعام 2004 .

## سبب التسمية
كان اسمها قديما عين النمرود حين كان رجلا قويا يدعى النمرود يسكن قرب عين ماء فيها وأسمى المنطقة عين النمرود ثم تغير اسمها وصارت عين يبرود.

## عشائرها
وأسس فيها عشائر، اثنتين: حميد وجغيم، جغيم يمثل الجغمه والجبرة. وبعد ذلك تغيرت إلى عده حمايل.
2- عدد حمايل عين يبرود + العشائر ثلاث حمايل هي:
- 1-حموله الجبرة.
- 2-حموله الجغمه.
- 3-حموله الدحابره،

كما يذكر هنا ان دار مصلح (أكبر عائلات عين يبرود)+ دار شحاده مضافين لحموله الدحابره ليصبح الاسم عشيره دار حميد (وهذه تسميه قديمه) حيث الآن 1- حموله الدحابره تضم دار مصلح (أكبر العائلات) ودار شحاده منها 2-حموله الجبرة 3-حموله الجغمه فقط ثلاث حمايل للقريه الآن.

## مخاتيرالقرية في العهد العثماني والإنجليزي
-في العهد العثماني كان المختار يسمى«عبد الجليل» وهو الجد الثالث أو الرابع لحسن عبد الجليل مصلح الذي سمي والده (عبد الجليل) على اسم جده المختار عبد الجليل.
-اما في عهد الإنجليز كان هناك مختارين هما «عبد اللطيف أبو عثمان» والثاني «عبد الكريم» والد المختار محمود عبد الكريم الملقب أبو نبيه.

## المضافات في عين يبرود
يوجد مضافه واحده تخص كل أهل عين يبرود وهي قائمه حتى الآن.
اما في الماضي فكان هناك عليّات اربعه كل عليّه تخص عائله ممتده في قريه عين يبرود وهي 1-عليّه دار مناع. 2-عليّه دار حويح 3-عليّه دار عبد الرازق 4-عليّه دار أبو زهره.

## اقدم بيوت القرية الأثرية
يوجد بيوت أثريه في البلده القديمة تتمثل في 1-حوش دار حويح 2-حوش دار مصلح 3-حوش دار الحجار 4-حوش دار فرحات 5-حوش دار عرمان 6-حوش دار مناع. وبيوت أثريه تصل إلى (40-50) بيت مازالت قائمه لكن معظمها مهجورة.

## عيون الماء في عين يبرود
عددها سبع عيون منها 1- عين العليا 2-عين المزراب 3- عين غراطيس 4-عين شكنونيا 5-عين هارون 6-بير أبو خشبه 7-العوينه.

## عين يبرود سنه (1936)
شاركت قريه عين يبرود إضراب عام (63)، كما كان أهل قريه عين يبرود مقاتلين مشاركين في ثوره (36) نذكر منهم 1- حسن الجمل 2-عبد اللطيف علوان 3-إبراهيم أبو ساره 4-عبد العزيز أبو درويش وهناك عدد اخر، وقد استشهد «عبد صالحه» على سور القدس وأيضاً استشهد«رزق محمد يحيى» في قريه عين يبرود وغيرهم كثير.

## عين يبرود عام (1948) واستقبالهم للاجئين
استقبلت قريه عين يبرود عدد لا بأس به من للاجئين عام (48) مثل أهل دير ياسين/ بيت جير/ دير طريف/ بيت محسير، وغيرهم ومن هؤلاء اللاجئين مازالوا في قريه عين يبرود حتى يومنا هذا.

## في كتاب معجم البلدان _ لياقوت الحموي عام (1710م)
ذكر قريه عين يبرود أنها تقع على السّكه وهنا يعني أنها من القرى المهمة التي تقع على الطريق الرئيسيه للقوافل التجارية من الشام والحجاز إلى القدس.
كما ذكر قريه عين يبرود الرحالة «عبد الغني النابلسي» في كتابه (رحلات الأنس من الشام إلى القدس) عام (1837م) قائلًا: حللت بقريه عين يبرود ضيفا حيث تمت تلك الليله فوق مسجد كان جوانبه ترتفع أربعه مداميك فوق سطح الأرض من المسجد ويصعد اليه بدرجات إلى الأعلى.
وهذا المسجد مازال قائما حتى الآن وبهذا الوصف الدقيق. وهو مايعرف باسم (المسجد العمري).